# 총독 (중국사)

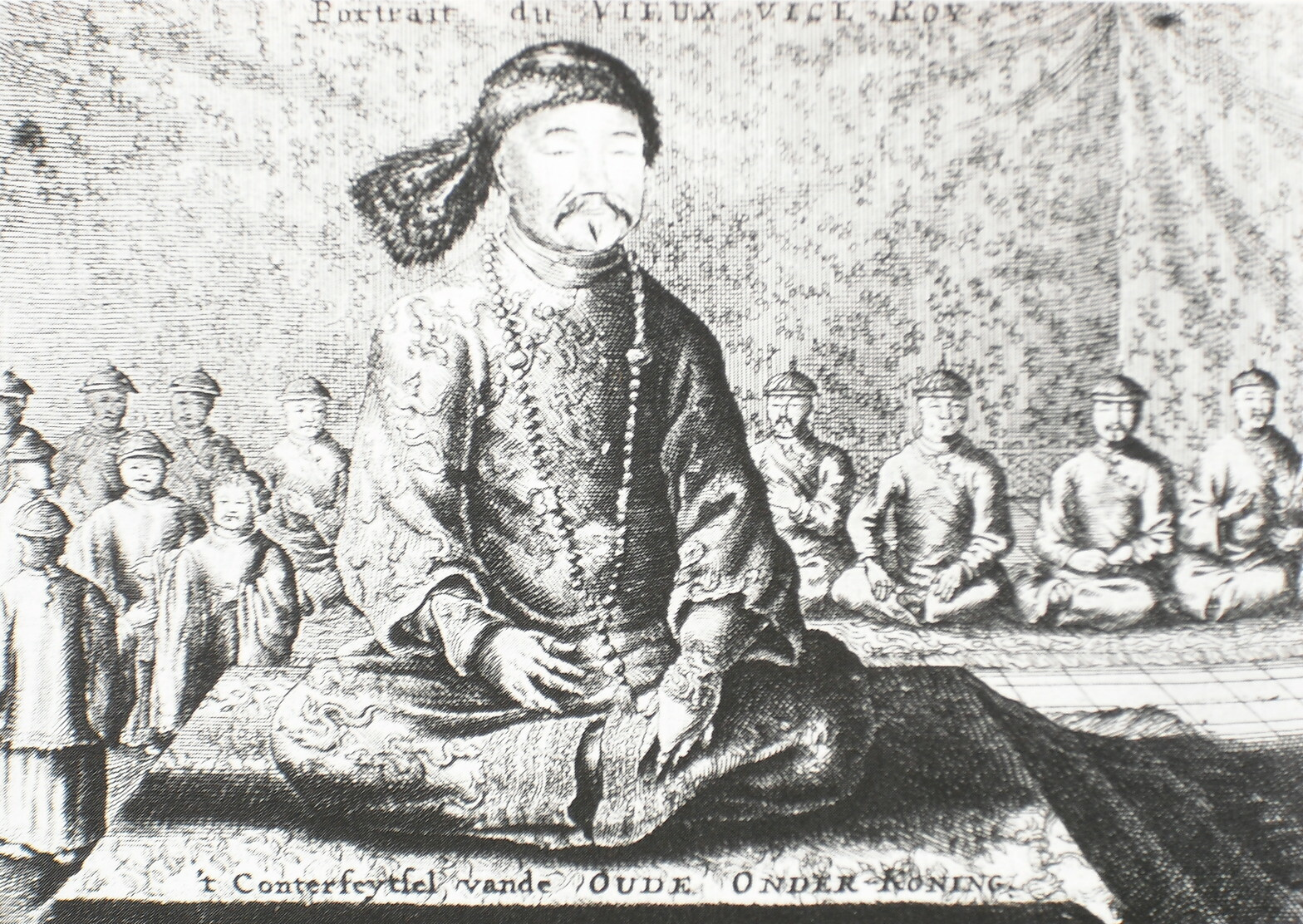

총독(중국어 간체자: 总督, 정체자: 總督, 병음: Zǒngdū, 만주어: ᡠᡥᡝᡵᡳ
ᡴᠠᡩᠠᠯᠠᡵᠠ
ᠠᠮᠪᠠᠨ 우허리 카달라라 암반)은 청나라에서 지방행정구역인 성(省)을 1개 이상 다스리는 관직이다. 본래 명나라 때부터 관직명으로 사용되었다. 청나라 말기까지 존재했던 총독은 다음과 같다.
- 직례총독
- 양강총독
- 민절총독
- 운귀총독
- 호광총독
- 양광총독
- 동삼성총독
- 섬감총독
- 사천총독
- 조운총독
- 하도총독 (남하총독 · 동하총독 · 북하총독)

이 중 수도 북경을 포함하는 직례총독이 가장 권위가 높았다. 총독이 없는 성으로는 산서성, 산동성, 하남성이 있었다.